# Marsha Ambrosius
Marsha Ambrosius er en engelsk sangerinde som er signet til Dr.Dre's pladeselskab Aftermath Entertainment og med gruppen Floetry har udgivet sange som "Floetic", "Say yes" og "Getting late"

## Solokarriere
Her har hun bla sunget baggrunds vokal på Justin Timberlake's "Cry me a river", Busta Rhymes "Get you some", The Game's "Start from scratch"